# Semaeopus rubripuncta
Semaeopus rubripuncta là một loài bướm đêm trong họ Geometridae.